# Oenopota aleutica
Oenopota aleutica är en snäckart som först beskrevs av Dall 1871.  Oenopota aleutica ingår i släktet Oenopota, och familjen kägelsnäckor. Inga underarter finns listade i Catalogue of Life.